# Georges Hobé
Georges Hobé (Brussel·les, 7 de gener de 1854 - Ixelles, 5 de març de 1936), fou un arquitecte i decorador belga.

## Mobiliari art nouveau
Fill d'ebenista, Georges Hobé començà la seva carrera com a decorador d'interiors. Va muntar un taller de fabricació de mobles a Brussel·les cap a 1890 i creà els primers mobles d'estil art nouveau o modernista. La seva obra fou regularment exposada en les exposicions internacionals (Brussel·les-Tervuren, 1897; Torí, 1902; Milà, 1906).

## Pas a l'arquitectura

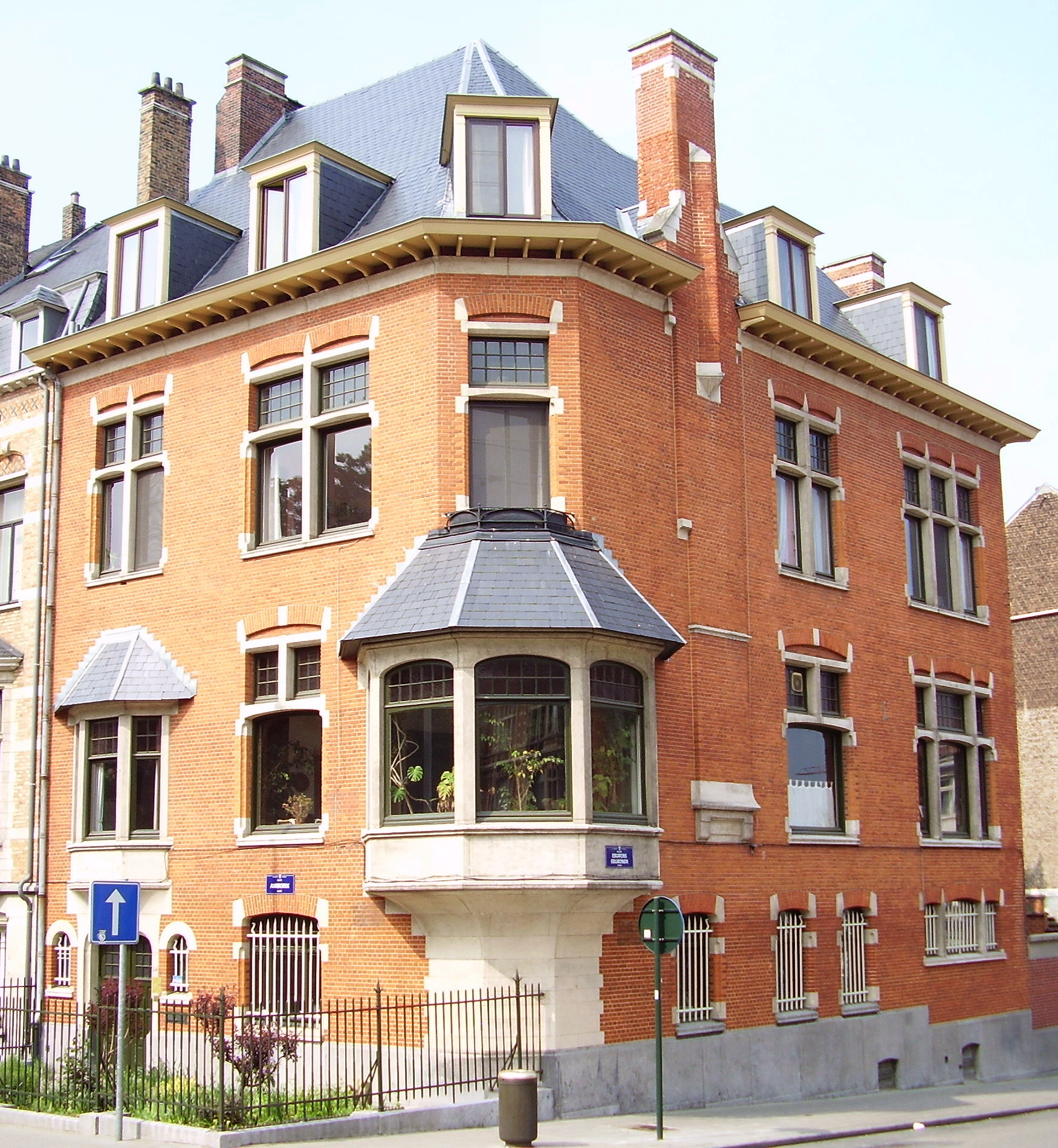
Maison des quakers (Casa dels quàquers)

Autodidacte, Georges Hobé es feu arquitecte ja passada la quarantena. Un viatge li feu descobrir les petites ciutats i les torres del sud d'Anglaterra, de la qual admira la qualitat urbanística i la integració paisatgista. El seu pensament estigué des de llavors dominat pel diàleg necessari entre l'edifici i el seu medi ambient. Preocupat de la bona integració de les seves construccions a l'indret que els acull, predicà la utilització de materials locals i la incorporació d'essències indígenes. Desproveïda de tota ostentació, la seva arquitectura és feta a mesura i és pensada fins als menors detalls, tant exteriors com interiors.

## Principals realitzacions
- Kijkhill, vil·la sobre les altures de La Panne
- Urbanització de La Panne amb Albert Dumont: implantació de les vil·les preservant el relleu de les dunes
- Vil·les a tota Bèlgica: estacions de la costa belga, Brussel·les, Spa, La Hulpe, Lieja, Namur
- Carcassa de l'exposició colonial al Museu Reial de l'Àfrica Central, Tervuren (1897)
- Casa dels quàquers - plaça Ambiorix, 50, a Brussel·les (1898-1899)
- Projecte de revalorització de la ciutadella de Namur (casino, estadi amb teatre a l'aire lliure, passeig equipat amb un tramvia elèctric)
- Casino de Middelkerke (1913-1914, amb A. Van Huffel - destruït)
- Ciutat jardí de Veurne (1921)